# Murray Stream
Koordinaten: 77° 21′ S, 161° 42′ O

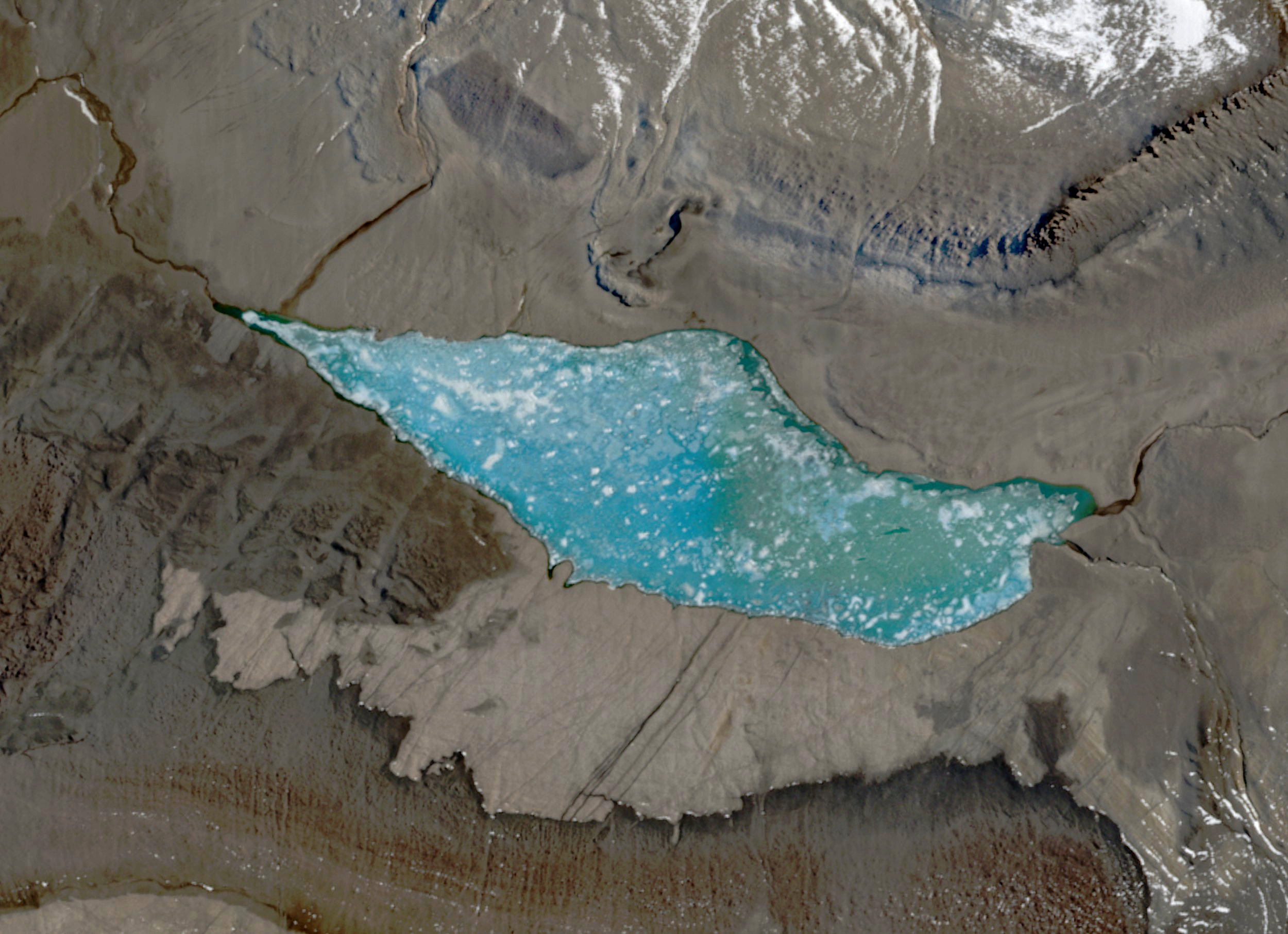
Murray Stream (links oben) und dessen Mündung in den Lake Vida (Mitte)

Der Murray Stream ist ein etwa 8 km langer, saisonaler Schmelzwasserfluss im ostantarktischen Viktorialand. Im Victoria Valley fließt er vom Oberen Victoria-See in südöstlicher Richtung zum Lake Vida.
Das New Zealand Antarctic Place-Names Committee benannte ihn 2024 nach der US-amerikanischen Mikrobiologin Alison Elizabeth Murray vom Desert Research Institute (DRI) in Reno, die zahlreiche Forschungsarbeiten in den Seen des Victoria Valley durchgeführt hatte.